# Prusly-sur-Ource
Prusly-sur-Ource ist eine französische Gemeinde mit 160 Einwohnern (Stand 1. Januar 2022) im Département Côte-d’Or in der Region Bourgogne-Franche-Comté. Sie gehört zum Kanton Châtillon-sur-Seine und zum Arrondissement Montbard. 
Sie grenzt im Nordwesten an Massingy, im Norden an Mosson, im Nordosten an Brion-sur-Ource, im Südosten an Villotte-sur-Ource, im Süden an Maisey-le-Duc und im Südwesten an Châtillon-sur-Seine. 
Der Hauptort der Gemeinde liegt am Fluss Ource.

## Siehe auch

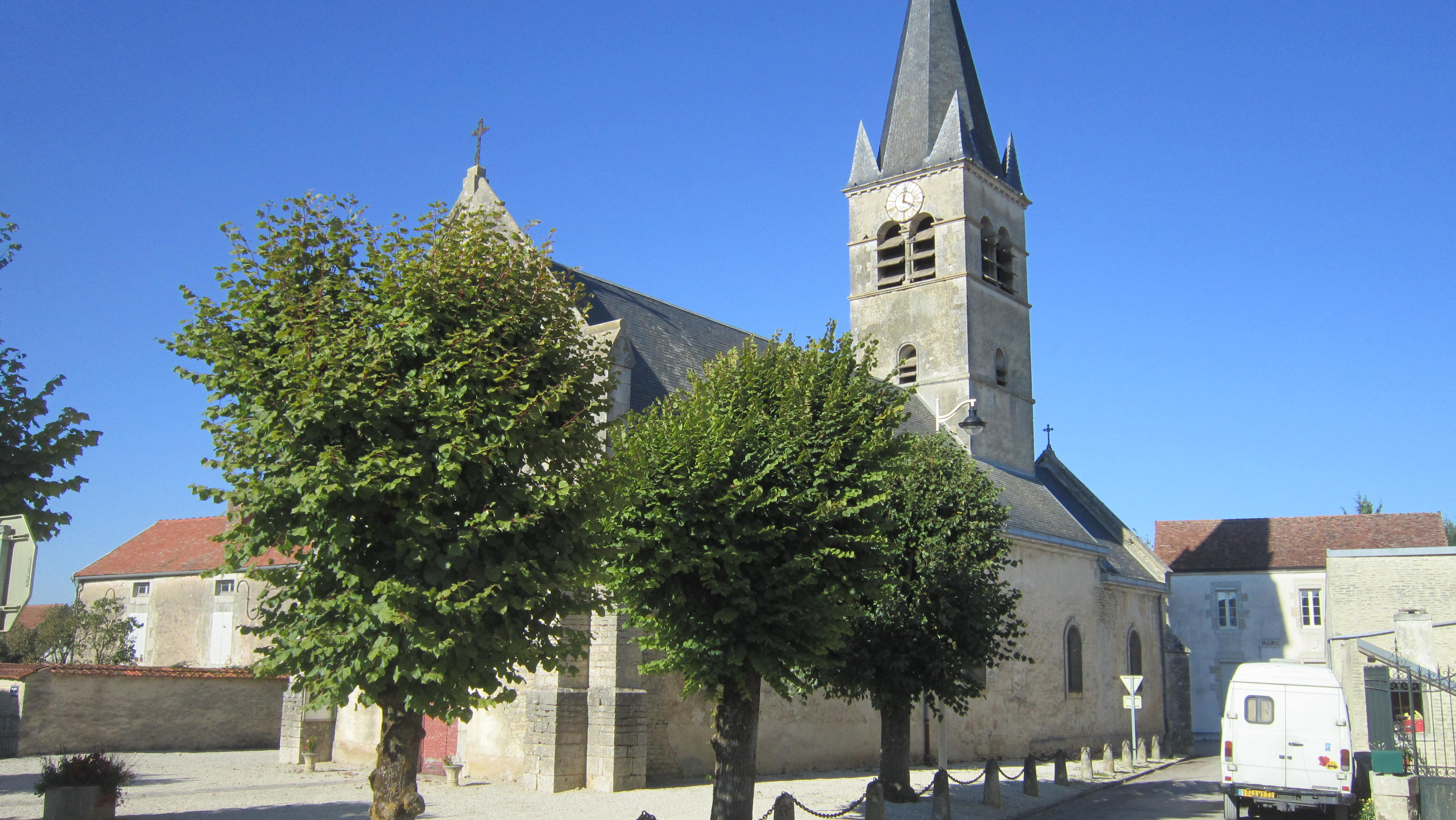
Die romanische Kirche Saint-Laurent, seit 1927 ein Monument historique

## Bevölkerungsentwicklung
| Jahr                       | 1962 | 1968 | 1975 | 1982 | 1990 | 1999 | 2008 | 2015 |
| -------------------------- | ---- | ---- | ---- | ---- | ---- | ---- | ---- | ---- |
| Einwohner                  | 166  | 148  | 135  | 198  | 203  | 193  | 175  | 165  |
| Quellen: Cassini und INSEE |      |      |      |      |      |      |      |      |